# Крстаич, Младен
Мла́ден Крста́ич (серб. Младен Крстајић; 4 марта 1974, Зеница) — югославский и сербский футболист, тренер. Человек, обладающий, по мнению Юппа Хайнкеса, «менталитетом победителя».

## Биография
Младен Крстаич родился в Зенице, городе в республике Босния и Герцеговина, его родители (мать из Дривусы и отец из черногорского города Жабляк) были этническими сербами, которые составляли 15 % населения города. Там же он и начал карьеру в клубе «Челик». В 1992 году семья Крстаичей была вынуждена бежать в Сербию, опасаясь этнических чисток от боснийцев.
В Сербии Крстаич возобновил своё увлечение футболом, выступая за клуб «Кикинда», после нескольких успешных лет в команде Крстаичу был предложен выбор или «Црвена Звезда», или «Партизан», который футболист и выбрал, по той причине, что вся его семья являлась поклонниками «Партизана». В новой команде Крстаич провёл 4 сезона, выиграв 3 чемпионата Югославии и один Кубок Югославии.
В 2000 году Крстаич за 1,25 млн евро перешёл в бременский «Вердер», с которым выиграл в 2004 году кубок и чемпионат Германии. Но после этого успеха Крстаич перешёл в другой немецкий клуб — «Шальке 04». С «Шальке» Крстаич дважды выигрывал серебряные медали Бундеслиги, в 2005 году выиграл Кубок немецкой лиги, а в 2007 году дошёл до финала того же турнира, в котором клуб проиграл мюнхенской «Баварии». В сезоне 2008/09 Крстаич перед матчем Лиги чемпионов с «Русенборгом» был замечен на дискотеке, что привело его к отлучению из состава на несколько матчей, однако он вернулся на поле, а 17 марта 2009 года Крстаич был выбран капитаном команды вместо травмированного Марсело Бордона.
5 июня 2009 года Крстаич вернулся «Партизан», подписав двухлетний контракт. По его окончании в 2011 году Младен завершил карьеру.
После завершения карьеры Крстаич до декабря 2011 года работал спортивным директором «Партизана». С 23 января 2015 года Младен являлся президентом боснийского клуба «Радник». В мае 2016 года Крстаич стал ассистентом главного тренера сборной Сербии Славолюба Муслина. После увольнения Муслина в октябре 2017 года Крстаич был назначен исполняющим обязанности главного тренера, а в декабре — главным тренером. 13 июня 2019 года ввиду неудачного старта в отборе на Евро-2020 футбольный союз Сербии отправил Кристаича в отставку. Одной из её причин стало поражение от сборной Украины (0:5).

## Достижения
- Чемпион Югославии: 1996, 1997, 1999
- Обладатель Кубка Югославии: 1998
- Обладатель Кубка Германии: 2004
- Чемпион Германии: 2004
- Обладатель Кубка немецкой лиги: 2005
- Чемпион Сербии: 2010, 2011

## Личная жизнь
Крстаич женат, у него трое детей. В 2015 году стал почётным представителем Красного Креста Республики Сербской, в статусе которого проводит встречи с молодёжью с беседами о семейных ценностях, необходимости формирования физически и социально здорового общества.